# Christian Ernst Heinrich von Avemann
Christian Ernst Heinrich von Avemann (Adelsstandsbestätigung 1756) (* 21. Dezember 1706; † 17. Juli 1764 Königsberg) war ein deutscher Kanzleirat und Amtmann.

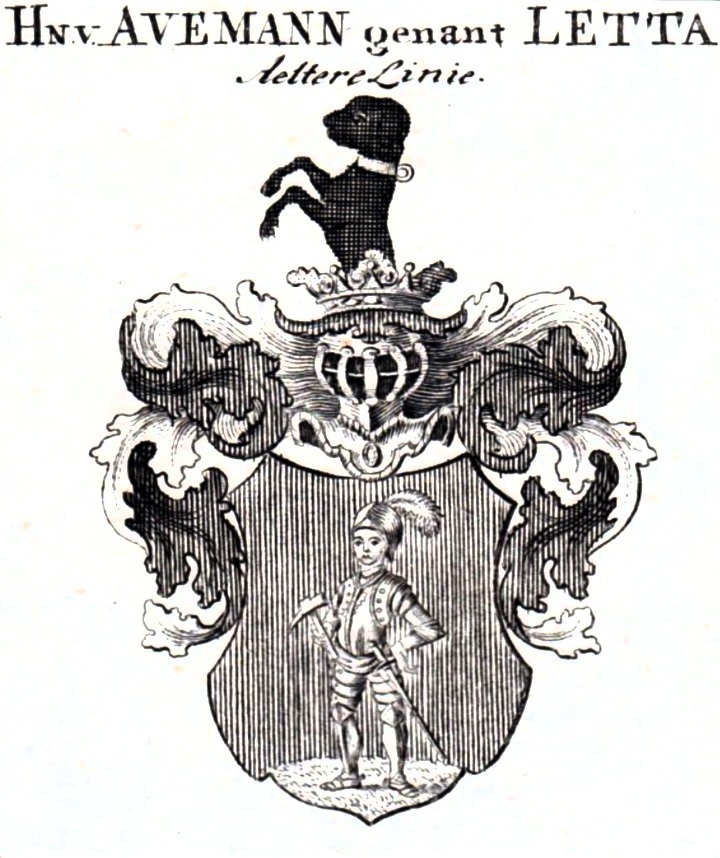
Familienwappen

## Leben
Avemann war der Sohn des gräflich Sayn-Hachenburgischen Rates und Kanzleidirektors Ludwig Wilhelm Avemann gen. von Letta (1665–1711), Erbherr auf Wartha an der Werra, und dessen Ehefrau Sophie Katharina geborene Chelius (1675–1747). Er war evangelischer Konfession und heiratete am 7. Mai 1738 in Butzbach Amalia Charlotte Philippine Clotz (* 25. Februar 1716 in Grünberg; † 23. Juli 1793 in Oberflörsheim), eine Tochter des Anton Christian Clotz (1687–1760), fürstlich Hessen-Darmstädtischen Regierungsrats und Amtmanns zu Butzbach, Inhabers des Clotz'schen Lehens, und der Albertine Elisabeth Hert (1692–1759), einer Tochter des Johann Christoph Hert.
Eine Schwester der Ehefrau, Friederica Elisabeth Clotz (1713–1743), war Mätresse von Landgraf Ludwig VIII. von Hessen-Darmstadt. Eine andere Schwester der Ehefrau war Louise Charlotte Katharine Clotz (6. Januar 1722 in Butzbach–1752), die mit Heinrich von Grün (1714–1791) verheiratet war, welcher Kanzleidirektor in Hachenburg, dann Gesandter zum Immerwährenden Reichstag war. Deren Tochter war Albertine von Grün.
Gemeinsam mit seinen Brüdern, dem sachsen-eisenachischen Hof- und Legationsrat Georg Ernst Avemann, dem Kanzleidirektor der Grafschaft Sayn-Altenkirchen, Salentin Engelbert Avemann und dem sachsen-eisenachischen Regierungssekretär Friedrich Johann Gottfried Avemann erhielt er am 4. März 1756 die kaiserliche Adelsbestätigung und trug danach den Namen „von Avemann“
Aus der Ehe gingen folgende Kinder hervor:
- Christian Georg Avemann (1739–1746)
- Dorothea Sophia Albertina von Avemann (* 1741: † in Marburg)
- Friederica Wilhelmina Sophia Schazmann, geb. von Avemann (1742–1795), verheiratet am 27. Mai 1766 mit dem Amtmann in Staden Friedrich Ludwig Schazmann (1711–1781)
- Salentin Christian Dettmar Ludwig Avemann (1743–1744)
- Jakobine Charlotte Susanne Alefeld, geb. von Avemann (1744–1811), verheiratet am 11. August 1772 mit dem Rat und Amtmann des Deutschen Ordens in Flörsheim Heinrich Wilhelm Julius Alefeld (1739–1806)
- Louise Johannette Charlotte von Avemann (* 1751)
- Christian Georg Salentin Avemann (1756–1793), Fahnenjunker a. D.

Avemann war 1738 gräflich Leiningen-Westerburgischer Kanzleirat in Grünstadt. Von 1744 bis zu seinem Tod 1764 war er fürstlich Hessen-Darmstädtischer Amtmann im Amt Königsberg.

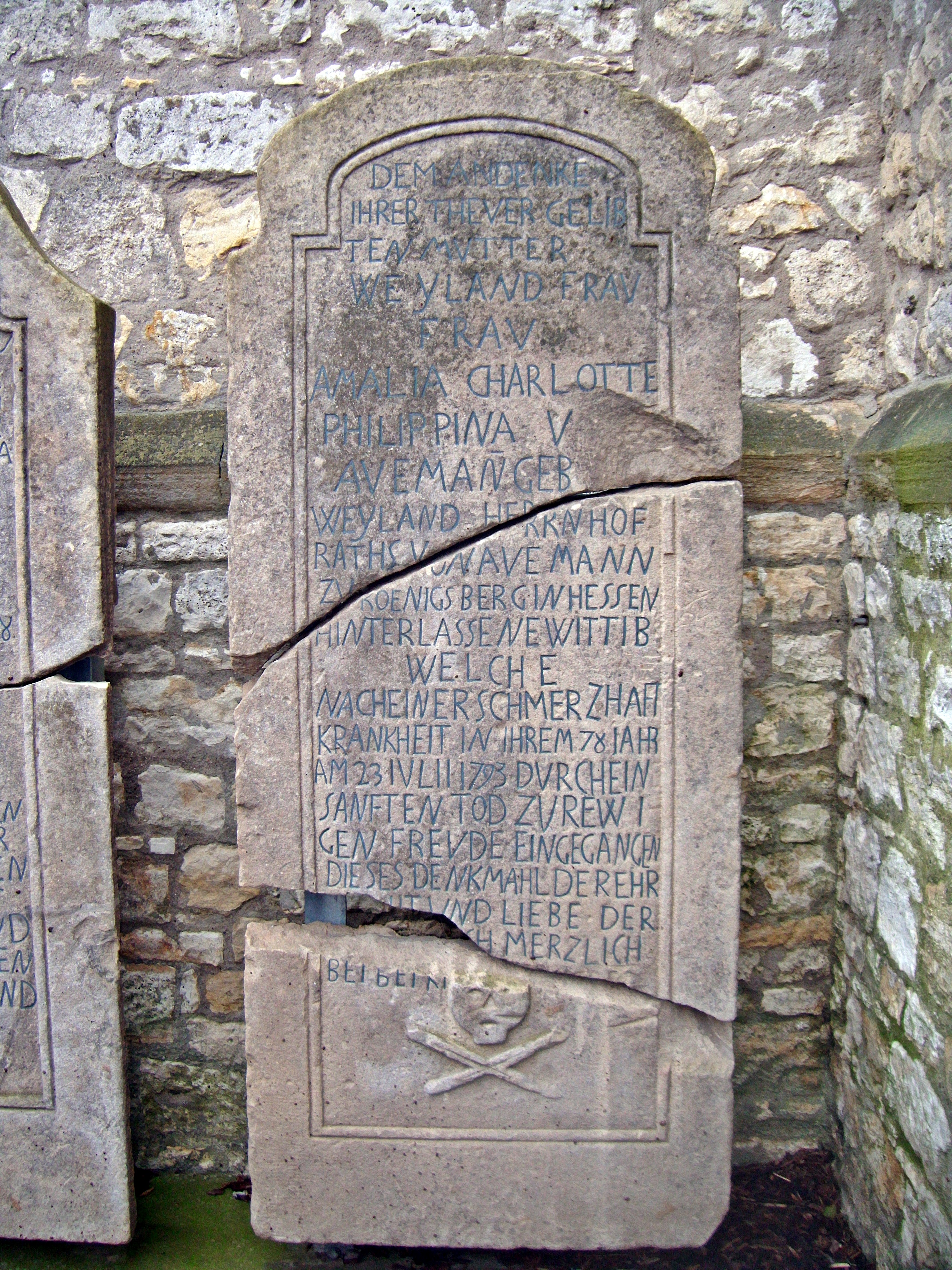
Grabstein der Ehefrau Amalia Charlotte Philippina von Avemann, geborene Clotz (1722–1793), in Oberflörsheim
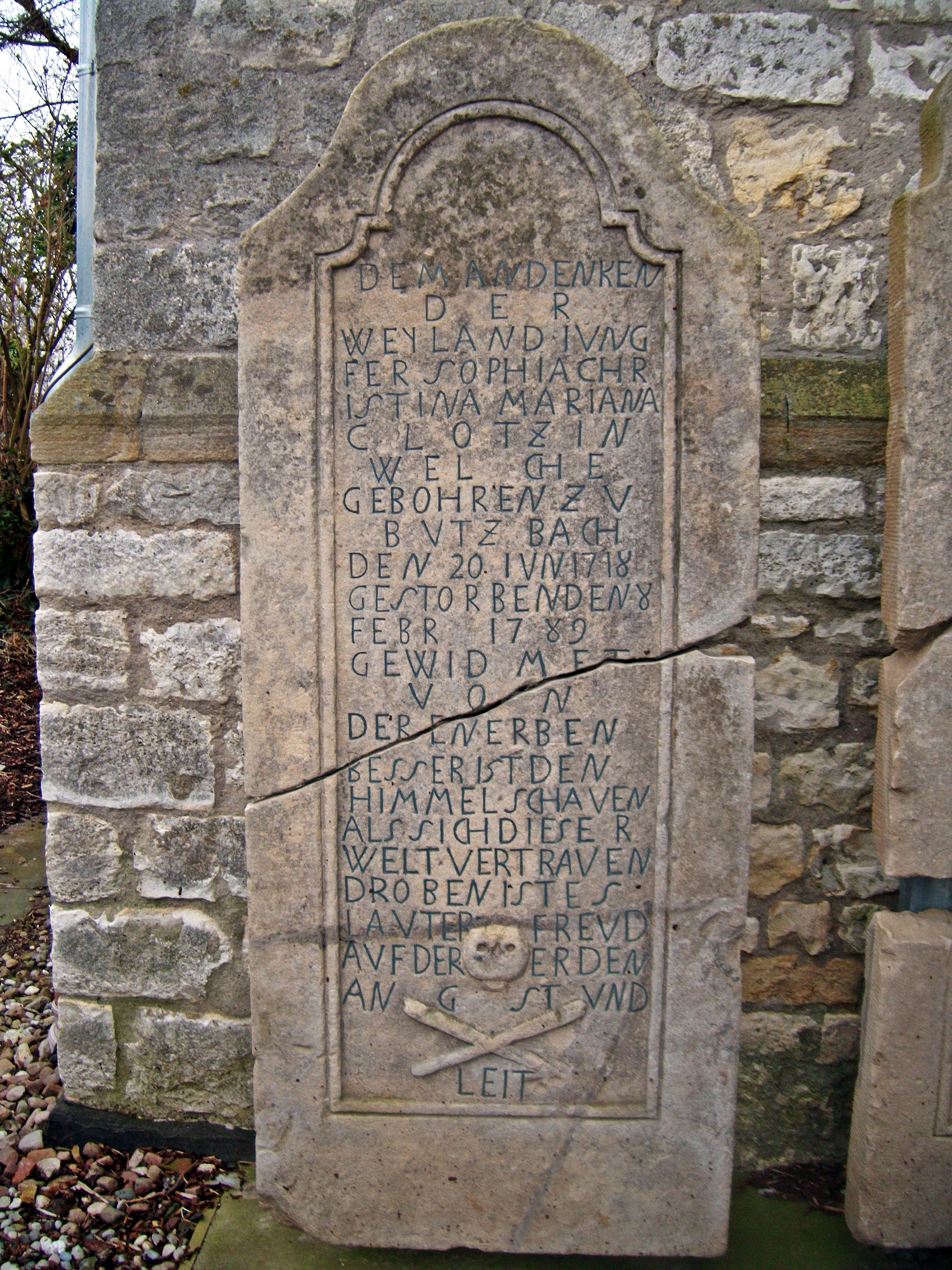
Grabstein von deren blinden Schwester Jungfer Sophia Christina Mariana Clotz (1718–1789) in Oberflörsheim

Der Offizier Karl von Avemann ist ein entfernter Verwandter.